# John Varley
John Herbert Varley (9 de agosto de 1947, Austin, Texas) é um escritor estadunidense de ficção científica, vencedor do Hugo Award, Nebula Award, Seiun Award e Prometheus Award. 

### Romances
- The Ophiuchi Hotline (1977)
- Gaea Trilogy:
  - Titan (1979)
  - Wizard (1980)
  - Demon (1984)
- Millennium (1983)
- Steel Beach (1992)
- The Golden Globe (1998) (vencedor do Prometheus Award de 1999)
- Red Thunder (2003) (vencedor do Endeavour Award de 2004)
- Mammoth (2005)
- Red Lightning (2006)

### Coletâneas de contos
- The Persistence of Vision (1978)
- The Barbie Murders (1980) (republicado como Picnic on Nearside em 1984)
- Blue Champagne (1986)
- Overdrawn At The Memory Bank (1976)
- The John Varley Reader: Thirty Years of Short Fiction (2004)

### Outros
- Millennium - roteiro (1989) baseado no conto "Air Raid" (bem como o romance Millennium)

## Premiações
Varley venceu o Hugo Award três vezes:
- 1979 - Novela – "The Persistence of Vision"
- 1982 - Contp – "The Pusher"
- 1985 - Novela – "Press Enter■"

e foi indicado mais de doze vezes.
Ganhou o Nebula Award duas vezes:
- 1979 - Novela – "The Persistence of Vision"
- 1985 - Novela - "Press Enter■"

e foi indicado mais de seis vezes.
Ganhou o Locus Award dez vezes:
- 1976 - Special Locus Award – quatro noveletas no Top 10 ("Bagatelle", "Gotta Sing, Gotta Dance", "Overdrawn at the Memory Bank", "The Phantom of Kansas")
- 1979 - Novela – "The Persistence of Vision"
- 1979 - Noveleta – "The Barbie Murders"
- 1979 - Coletãnea de um único autor – The Persistence of Vision
- 1980 - Romance de FC – Titan
- 1981 - Coletãnea de um único autor; The Barbie Murders
- 1982 - Novela – "Blue Champagne"
- 1982 - Conto – "The Pusher"
- 1985 - Novela - "Press Enter■"
- 1987 - Coletânea – Blue Champagne

Varley também foi premiado com o Jupiter Award, o Prix Apollo, vários Seiun Award, Endeavour Award e outros.